# Muscoline
Muscoline (Moscolino) est une commune italienne de la province de Brescia, dans la région Lombardie.

## Géographie
Le territoire est longé par le Chiese.

## Histoire
Le 31 mai 1704, durant la guerre de Succession d'Espagne, eut lieu le combat de la cassine de Moscolino, où furent engagés les régiments de Bretagne et de Vendôme, qui permit aux Français de traverser le Chiese.

## Administration
| Période                                  | Période | Identité | Étiquette | Qualité |
| ---------------------------------------- | ------- | -------- | --------- | ------- |
|                                          |         |          |           |         |
| Les données manquantes sont à compléter. |         |          |           |         |

### Communes limitrophes
Calvagese della Riviera, Gavardo, Polpenazze del Garda, Prevalle, Puegnago sul Garda